# Linn Ullmann
Linn Ullmann, née le 9 août 1966 à Oslo, est une critique et romancière norvégienne.

## Biographie

### Famille et formation
Fille du cinéaste Ingmar Bergman et de l'actrice Liv Ullmann, Linn Ullmann passe son enfance auprès de sa mère, d'Oslo jusqu'à New York, où elle réside durant douze ans. Elle apparaît brièvement dans le film réalisé par son père Sonate d'automne, dans lequel elle interprète Eva enfant, le personnage interprété par sa mère. Elle étudie la littérature anglaise à l'université de New York.

### Carrière littéraire
Elle devient critique littéraire avant de publier son premier roman, Avant que tu ne t’endormes (Før du sovner), en 1998.
Son deuxième roman, Når jeg er hos deg (Vertiges), est publié en 2001 et le troisième, Miséricorde (Nåde), en 2002. Ce dernier roman, qui lui vaut The Reader’s Prize est considéré comme étant l'un des dix meilleurs romans de l'année par le journal danois Weekendavisen.
Son quatrième roman, Et Velsignet Barn (Je suis un ange venu du nord), est publié en Norvège en 2005. Il est sélectionné pour le prestigieux prix Brage.
En 2007, Linn Ullmann reçoit le prix Skram Amalie pour son travail littéraire, et le prix Gullpennen (« la Plume d'or ») pour son travail de journaliste dans le principal journal norvégien du matin, Aftenposten.
En 2008, Je suis un ange venu du nord est nommé « meilleur roman traduit » par le quotidien britannique The Independent, et en 2009, il fait partie de la première liste de sélection du Foreign Fiction Prize, et l'International IMPAC Dublin Literary Award au Royaume-Uni.
Ses romans sont traduits en 30 langues dans le monde.

### Autres

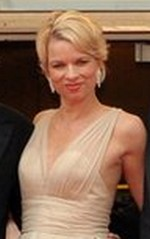
Linn Ullmann au festival de Cannes en 2011.

Linn Ullmann est la confondatrice et la première directeur artistique de la résidence internationale d'artistes de la Fondation The Bergman Estate, à Fårö.
En 2011, elle est membre du jury des longs métrages, présidé par Robert De Niro, lors du festival de Cannes.

### Vie privée
Elle est mariée au romancier, poète et dramaturge Niels Fredrik Dahl. Elle vit à Oslo.

## Œuvre

### Romans et récits
- Før du sovner (1998) Publié en français sous le titre Avant que tu ne t'endormes, traduit par Hélène Hervieu, Paris, Plon, 1999, 365 p.  (ISBN 2-259-19057-X) ; rééd., Paris, Éditions J'ai lu, coll. « J'ai lu » no 5841, 2001, 285 p.  (ISBN 2-290-31044-1).
- Når jeg er hos deg (2000) Publié en français sous le titre Vertiges, traduit par Hélène Hervieu, Paris, Plon, 2002, 303 p.  (ISBN 2-259-19724-8).
- Nåde (2002) Publié en français sous le titre Miséricorde, traduit par Hélène Hervieu, Paris, Plon, 2005, 160 p.  (ISBN 2-259-20035-4).
- Et velsignet barn (2005) Publié en français sous le titre Je suis un ange venu du nord, traduit par Hege Roël-Rousson et Pascale Rosier, en collaboration avec Anna Marek, Arles, Actes Sud, coll. « Lettres scandinaves », 2010, 363 p.  (ISBN 978-2-7427-8522-3).
- Det dyrebare (2011) Publié en français sous le titre Et maintenant il ne faut plus pleurer, traduit par Céline Romand-Monnier, Arles, Actes Sud, coll. « Lettres scandinaves », 2014, 402 p.  (ISBN 978-2-330-03200-5) ; rééd., Arles, Actes Sud, coll. « Babel » no 1546, 2018, 398 p.  (ISBN 978-2-330-10318-7).
- De urolige, Oslo, Første opplag (2015) Publié en français sous le titre Le Registre de l’inquiétude, traduit du norvégien par Céline Romand-Monnier, Arles, Actes Sud, coll. « Lettres scandinaves », 427 p., 2018  (ISBN 978-2-330-11344-5).
- Jente, 1983, Oslo, Forlaget (2021) Publié en français sous le titre Fille, 1983, traduit par Jean-Baptiste Coursaud, Paris, éditions Christian Bourgois, 2024, 280 p.  (ISBN 978-2-267-05013-4)[4].

### Prix littéraires
- 2002 : Norwegian Readers' Prize (no) pour Miséricorde
- 2007 : Amalie Skram Prize (no)
- 2007 : Gold Pen (no)
- 2017 : Prix Dobloug[5]